# Ligne de Trilport à Bazoches
La ligne de Trilport à Bazoches est une ligne ferroviaire française assurant la jonction entre la ligne (Paris-Est) Noisy-le-Sec - Strasbourg et la ligne de Soissons à Givet. Elle permet de raccourcir le trajet de Paris à Reims en évitant de passer par Épernay. Son trafic diminue considérablement lors de l'électrification de la ligne d'Épernay à Reims en mai 1962, utilisée dès lors pour la desserte des Ardennes à partir de Paris.
Elle constitue la ligne no 072 000 du réseau ferré national. Historiquement, elle constituait une partie de la ligne 2 dans l'ancienne numérotation SNCF des lignes de la région Est (Paris – Trilport – Reims – Charleville-Mézières – Longwy).

## Historique
La loi du 17 juillet 1879 (dite plan Freycinet) portant classement de 181 lignes de chemin de fer dans le réseau des chemins de fer d’intérêt général retient en no 9, une ligne « d'un point de la ligne de Villers-Cotterets à Château-Thierry à une station à établir sur la ligne de Paris à Avricourt, entre les stations de Trilport et Changis ».
Le tronçon entre la Ferté-Milon et Bazoches, partie d'un itinéraire de Château-Thierry à Laon, est déclaré d'utilité publique par une loi le 22 mai 1882.
La section entre Trilport et la Ferté-Milon est déclarée d'utilité publique par une loi le 18 janvier 1883.
Elle est concédée à titre définitif par l'État à la Compagnie des chemins de fer de l'Est par une convention signée entre le ministre des Travaux publics et la compagnie le 11 juin 1883. Cette convention est approuvée par une loi le 20 novembre suivant.

### Chronologie

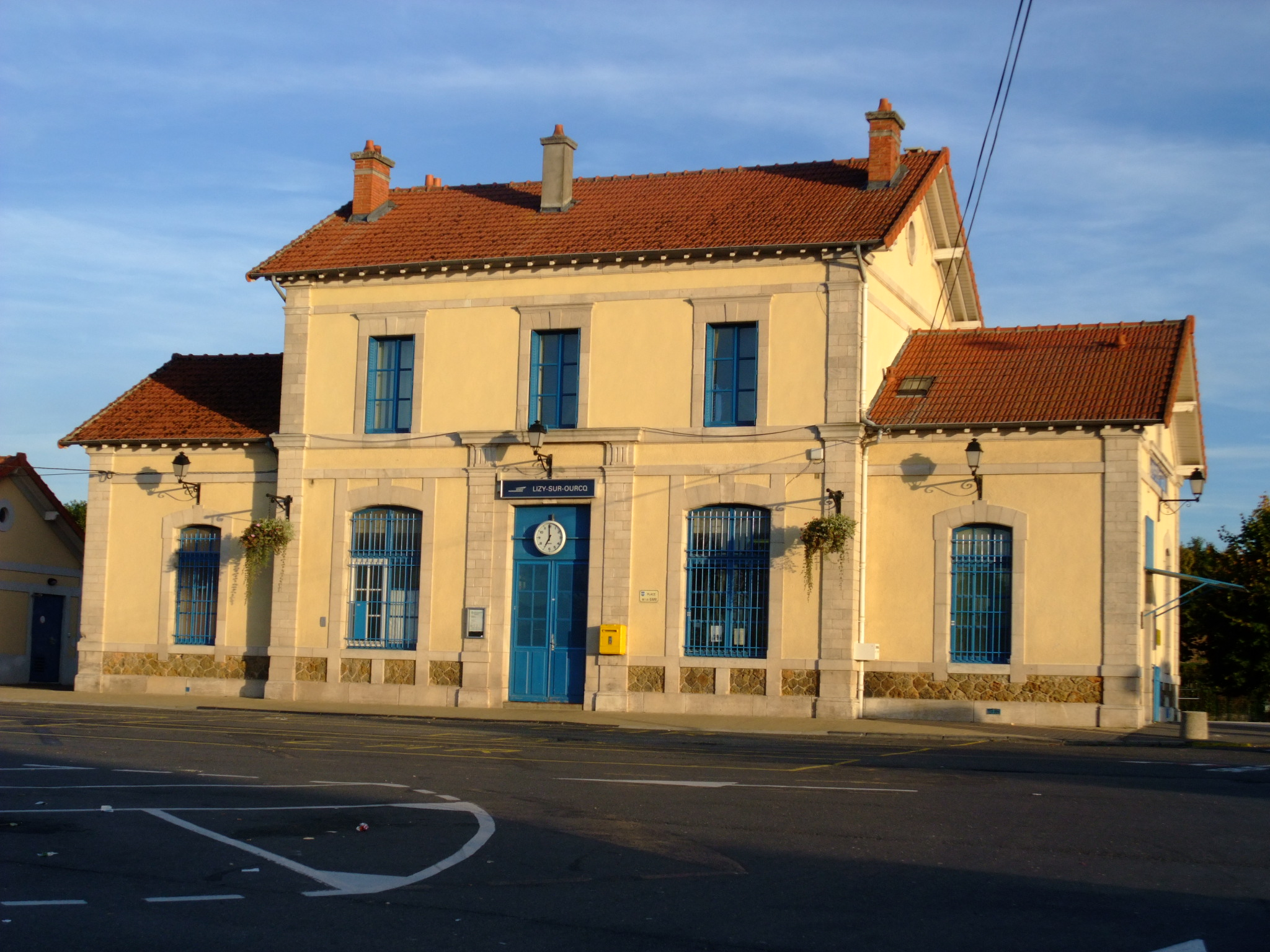
La gare de Lizy-sur-Ourcq.

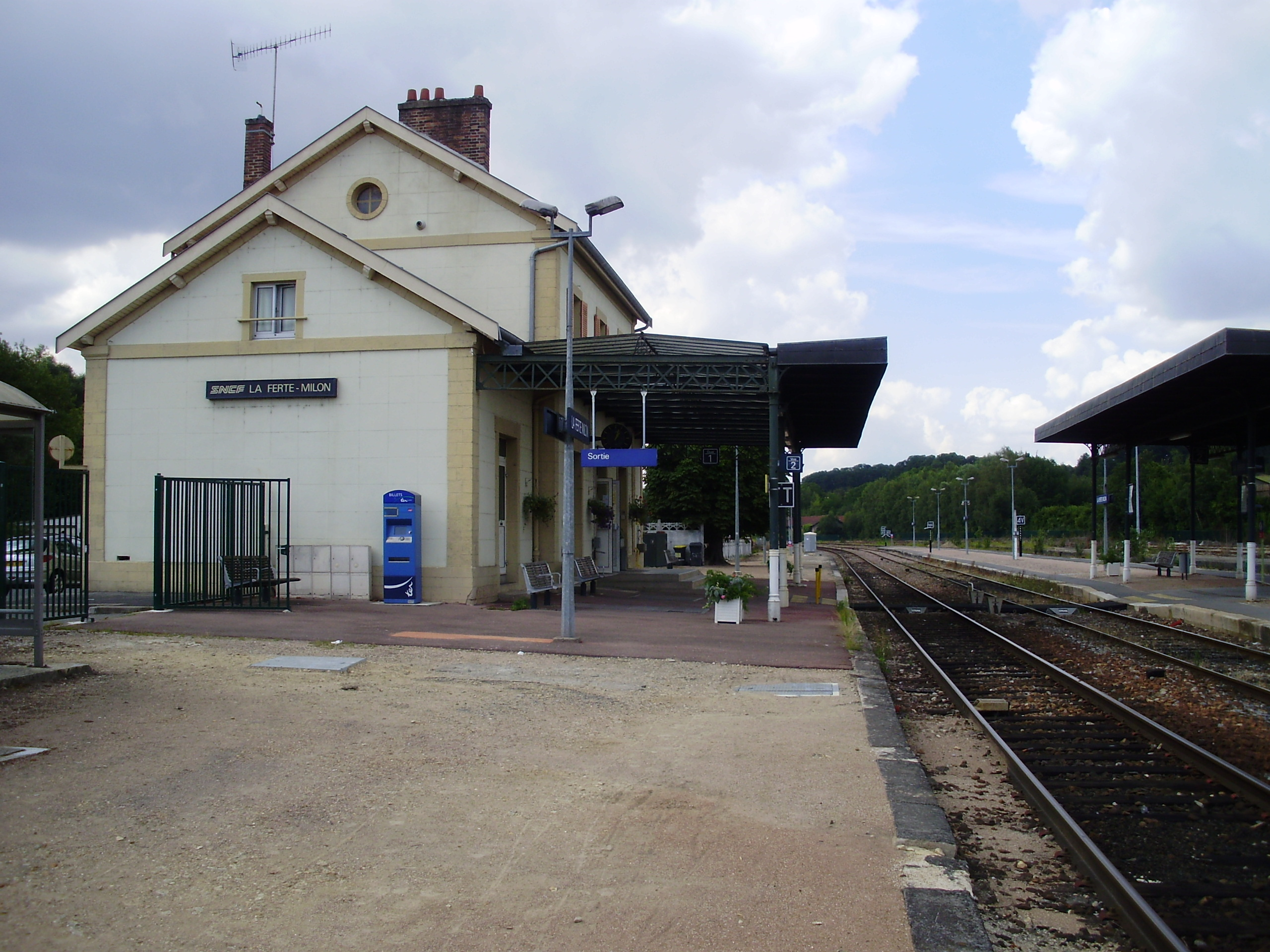
La gare de La Ferté-Milon.

La ligne a été ouverte à l'exploitation :
- de Trilport à La-Ferté-Milon, le 1er juin 1894[6] ;
- de La Ferté-Milon à Oulchy - Breny, le 21 novembre 1885 (ainsi que son prolongement vers Château-Thierry) ;
- d'Oulchy - Breny à Bazoches, le 1er juin 1894.

Le parcours de La Ferté-Milon à Reims (76,1 km) a été fermé au trafic voyageurs le 6 mars 1972 et rouvert le 18 décembre 1981. 
Le parcours de La Ferté-Milon à Fismes a été fermé à la desserte-voyageurs le 3 avril 2016.

## Caractéristiques

### Bifurcation de Germigny
Dans le sens de Trilport vers Bazoches, la ligne débute par la bifurcation de Germigny-l'Évêque au point kilométrique (PK) 52,2, en se dissociant de ligne de Noisy-le-Sec à Strasbourg-Ville, électrifiée. 
La bifurcation de Germigny possédait anciennement une autre voie, qui permettait d'aller en direction de Strasbourg depuis La Ferté-Milon. Il subsiste un tracé géographique de cette voie.

### Raccordement avec la LGV Est européenne
Sur la section de Trilport à La Ferté-Milon, une bifurcation vers la LGV Est européenne a été créée lors de la construction de cette ligne à grande vitesse afin d'acheminer du matériel vers la base travaux depuis le réseau ferroviaire classique avec installation du block automatique lumineux (BAL) depuis la bifurcation de Germigny. Depuis, un autre raccordement a été édifié vers la base maintenance de Lizy-sur-Ourcq avec banalisation corrélative de la voie 2. Par ailleurs, comme cette situation interdisait le maintien du cantonnement téléphonique entre Lizy-sur-Ourcq et La Ferté-Milon, sans frais de personnel rédhibitoires, il a été remplacé par le block automatique à permissivité restreinte (BAPR) avec compteur d'essieux.

### Infrastructure

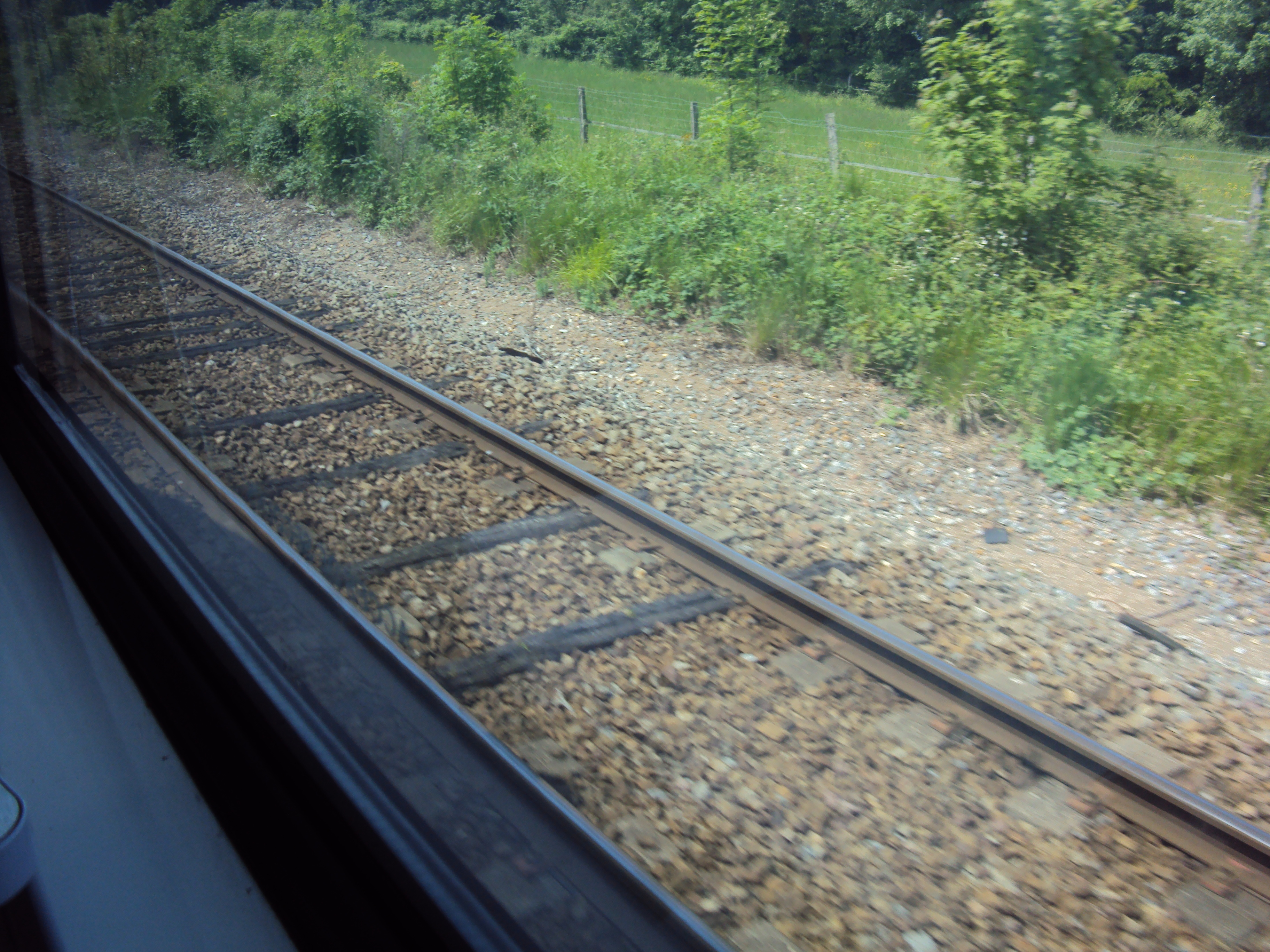
Traverses en mauvais état.

Cette ligne était autrefois la ligne principale pour aller de Paris à Reims. Mais, restant exploitée en mode thermique, elle a perdu une grande partie de son trafic lors de l'électrification de l'axe Paris – Strasbourg et de la ligne d'Épernay à Reims entre 1956 et 1962. 
En 1972, le faible trafic de la ligne conduit finalement à sa fermeture, au service voyageurs, entre la gare de La Ferté-Milon et celle de Reims. En 1981, Charles Fiterman, ministre des Transports du second gouvernement de François Mitterrand commande des études conduisant à la réouverture de quatre lignes, dont cette section, ceci afin de mieux desservir le territoire. La ligne rouvre finalement en intégralité en 1982.
En 2016, l'état de la ligne est très dégradé et il y a de fréquents ralentissements ou même des interruptions de trafic, car la voie ne supporte plus les fortes chaleurs. Cela associé à du matériel roulant qui subit fréquemment des pannes, l'exploitation commerciale de la ligne s'en retrouve fortement affectée. À partir de 2020, SNCF Réseau entame une campagne de rajeunissement des deux voies entre Fismes et La Ferté-Milon, sur crédits régionaux, afin de conserver le potentiel fret ainsi que les capacités de détournement de l'itinéraire Meaux-Épernay-Reims.
Certaines gares de la ligne sont devenues de simples points d'arrêts non gérés (PANG) comme Mareuil-sur-Ourcq depuis le 15 août 2015.

### Vitesses limites
Les vitesses limites de la ligne en 2021 pour les AGC, les autorails et les trains V 140, en sens impair, sont indiquées dans le tableau ci-dessous ; toutefois, les trains de certaines catégories, comme les trains de marchandises, sont soumis parfois à des vitesses limites plus faibles.
| De (PK)                               | À (PK)                   | Limite (km/h) |
| ------------------------------------- | ------------------------ | ------------- |
| Trilport (bif. de Germigny) (PK 52,2) | La Ferté-Milon (PK 79,8) | 120           |
| La Ferté-Milon (PK 79,8)              | Bazoches (PK 124,2)      | 60            |

## Matériel roulant circulant sur la ligne
Depuis le 6 septembre 2010, sur la section francilienne, les autorails grande capacité (AGC) bimode B 82500, dits BiBi, ont remplacé les compositions RIB/RIO + BB 67400. La section Paris - Trilport étant électrifiée, les AGC effectuent la desserte en traction électrique de Meaux à Trilport et basculent ensuite en traction thermique jusqu'à La Ferté-Milon, ce qui présente l'avantage de supprimer les rejets de gaz d'échappement autour des gares parisiennes.

## Ambulant postal

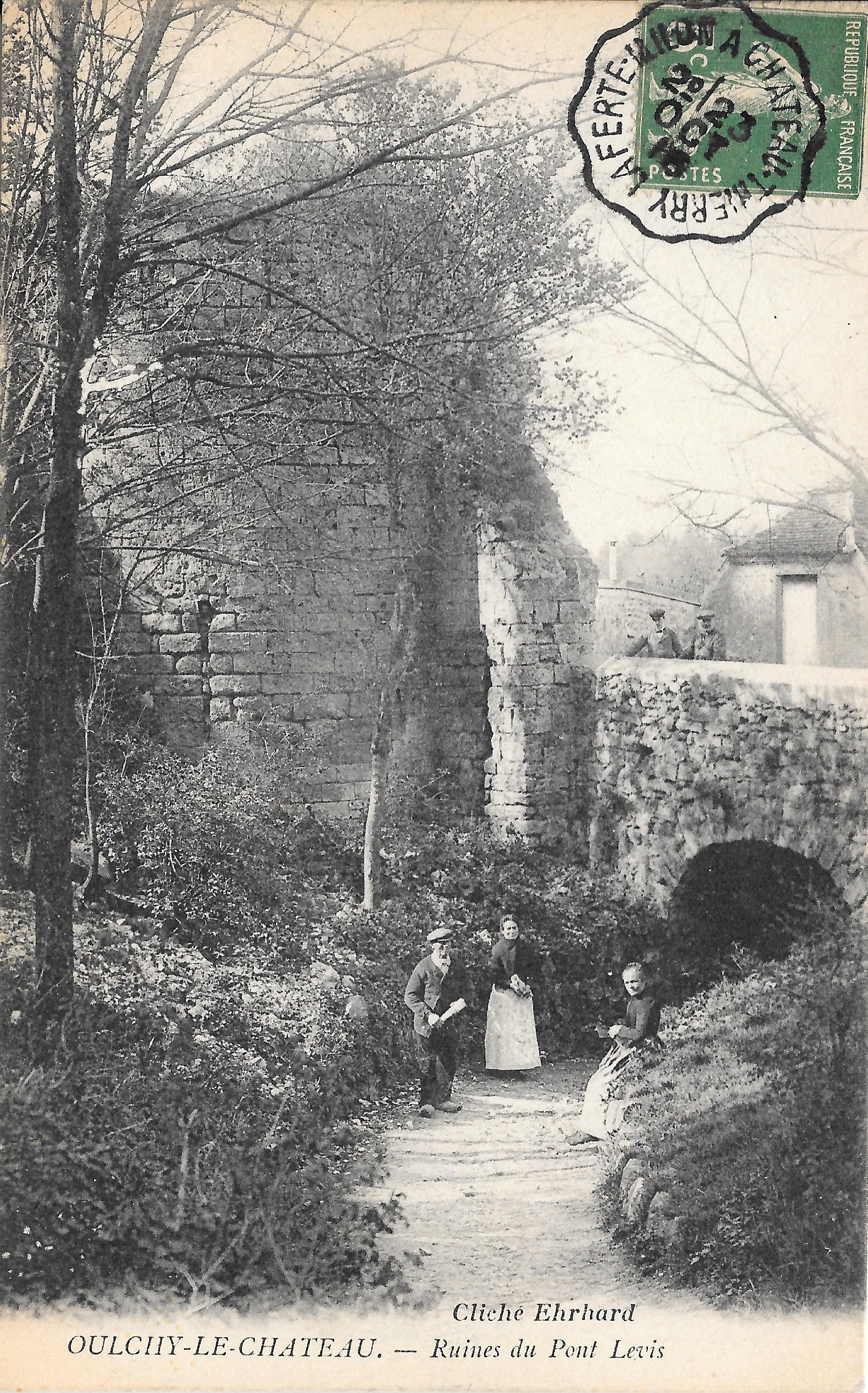
Carte postale comportant le timbre à date crénelé d'ambulant postal sur la ligne entre La Ferté-Milon et Château-Thierry, daté du 23 octobre 1916.

Un service d’ambulant postal a fonctionné sur cette ligne. Les lettres étaient déposées dans les gares et, dans le train, un employé oblitérait la lettre avec un timbre à date rond à créneaux, typique des cachets d'ambulants postaux français du début du XXe siècle.

## Exploitation commerciale et trafic
L'exploitation de la ligne en mode ferroviaire est effectuée uniquement au sud de La Ferté-Milon ; il s'agit d'une desserte Transilien de la ligne P, avec un train par heure, sauf le dimanche matin où la fréquence n'est que d'un train toutes les deux heures. Le terminus des trains depuis La Ferté-Milon est Meaux la plupart du temps, rendant nécessaire une correspondance dans cette gare pour les voyageurs désirant continuer vers Paris. 
Depuis le 3 avril 2016, il n'y a plus de transport ferroviaire de voyageurs entre La Ferté-Milon et Fismes. Les voyageurs sont acheminés en bus. La SNCF justifie cette décision par le mauvais état de la ligne à l'est de La Ferté-Milon ainsi que par le coût élevé d'une hypothétique rénovation de cette ligne.
Le tronçon de Fismes à Reims reste desservi par la ligne C 11 du TER Grand Est.

## Projets
L'électrification de la ligne sur la section de Trilport à La Ferté-Milon avait été envisagée par le Syndicat des transports d'Île-de-France (STIF), d'après le plan de modernisation du réseau de Paris-Est ; cependant, les conditions de réalisation durent être réactualisées.
D'après une étude, le coût s’élèverait à 70 M€, pour permettre à du matériel électrique d'emprunter les voies de la ligne, mais malgré la faible fréquentation de celle-ci, les dépenses éludées lors de la mise en accessibilité des quais de Meaux pour les AGC-BiBi, du gain dû à la revente de ces derniers, de la suppression d'une réserve de matériel roulant spécifique, de l'allègement de la charge des trains de Chateau-Thierry au niveau de Trilport et Meaux, de l'économie d'une sous-station 1500v pour le pré-conditionnement et l'éclairage pour nettoyage des rames sous hydrocarbure avec prise de service anticipée corrélative d'un conducteur sur portion de caténaire bi-courant comme au technicentre de Granville, d'une réserve de capacité de la sous-station traction de Villenoy depuis la création de la LGV-EE ajoutées à des économies d'exploitation  d'une diminution de la consommation en numéraires ainsi que de leur pollution inhérente, (dont celles du technicentre de Noisy le Sec) rendent ce projet viable. Il est même envisagé d'effectuer des correspondances avec la ligne 16 en Gare de Chelles - Gournay avec ses trois voies par sens. Toutefois, sa réalisation devrait intervenir à l'horizon 2030 permettant ainsi d'avoir un réseau ferré francilien entièrement électrifié.